# اتحاد الكتاب السوفيت
اتحاد الكتاب السوفيت، اتحاد الكتاب السوفيتي، أو الاتحاد السوفيتي للكتاب (بالروسية: Союз писателей СССР)‏ كان اتحادًا مبدعًا للكتاب المحترفين في الاتحاد السوفيتي. تأسست عام 1934 بمبادرة من اللجنة المركزية للحزب الشيوعي (1932) بعد حل عدد من منظمات الكتاب الآخرين: الرابطة الروسية للكتاب البروليتاريين (RAPP) ‏ والطبقة الكادحة ‏ (Proletkult) و VOAPP.
كان الهدف من الاتحاد هو تحقيق سيطرة الحزب والدولة على مجال الأدب. بالنسبة للكتاب المحترفين، أصبحت عضوية الاتحاد إلزامية على نحو فعال، وكانت فرص النشر غير محدودة لغير الأعضاء. وكانت النتيجة أن الاستبعاد من الاتحاد يعني فرض حظر افتراضي على النشر. على الرغم من هذا، شهد تاريخ اتحاد الكتاب أيضًا حالات استبعاد طوعي من كادره. وهكذا فاسيلي أكسيونوف، شمعون ليبكين وأينا لينيسسكايا ‏ ترك اتحاد الكتاب في استعراض للتضامن بعد استبعاد فيكتور يايروفييف ‏ ويفغيني بوبوف في عقاب لنشر الذاتي.

## تنظيم الاتحاد
كانت الهيئة العليا لاتحاد كتاب اتحاد الجمهوريات الاشتراكية السوفيتية مؤتمرا للكتاب (بين عامي 1934 و 1954، خلافا للميثاق، ولم يتم عقده)، وانتخب مجلس اتحاد الكتاب (150 شخصا في عام 1986)، والذي انتخب بدوره رئيس مجلس الإدارة (منذ عام 1977، والسكرتير الأول) وشكلت أمانة المجلس (36 شخصًا في عام 1986)، الذين أداروا شؤون الاتحاد بين المؤتمرات. عقدت الجلسة المكتملة لمجلس إدارة الاتحاد مرة واحدة على الأقل في السنة. بالإضافة إلى ذلك، انتخب المجلس بموجب دستور عام 1971 مكتبًا للأمانة يضم حوالي 10 أشخاص، لكن القيادة الفعلية كانت في أيدي مجموعة سكرتارية عاملة (حوالي 10 وظائف بدوام كامل يشغلها عمال إداريون بدلاً من الكتاب).
كانت التقسيمات الهيكلية للاتحاد منظمات إقليمية للكتاب لها هيكل مشابه للتنظيم المركزي: المشروع المشترك للاتحاد وجمهوريات الحكم الذاتي، منظمات الكتاب في المناطق والأقاليم ومدن موسكو ولينينغراد.
بعد سقوط الاتحاد السوفيتي، تم تقسيم اتحاد الكتاب السوفيت إلى منظمات منفصلة لكل من دول الاتحاد السوفيتي. تم تحويل القسم الروسي إلى اتحاد الكتاب الروس ‏.

## رؤساء
شغل منصب رئيس اتحاد الكتاب من قبل:
- مكسيم غوركي (1934-1936)
- فلاديمير ستافسكي [الإنجليزية]‏ (1936-1938)
- ألكساندر فادييف [الإنجليزية]‏ (1938-1944 و 1946-1954)
- نيكولاي تيخونوف [الإنجليزية]‏ (1944-1946)
- أليكسي سوركوف [الإنجليزية]‏ (1954-1959)
- كونستانتين فيدين [الإنجليزية]‏ (1959-1977)
- جورج ماركوف [الفرنسية]‏ (1977-1986)
- فلاديمير كاربوف [الإنجليزية]‏ (1986-1991)

## منشور
من يناير 1946 إلى ديسمبر 1990 نشر الاتحاد مجلة بعنوان الأدب السوفيتي الشهري. تم اختصار العنوان لاحقًا إلى الأدب السوفيتي. نشرت المجلة ترجمات الأدب السوفيتي. تم إصداره باللغات الإنجليزية والفرنسية والألمانية والإسبانية والهنغارية والبولندية والتشيكية والسلوفاكية.

## روابط خارجية
- سبارتاكوس التعليمية
- موسوعة الكتاب السوفيت